# Дніпро Вечірній
«Дніпро Вечірній», в народі Вечірка — міська суспільно-політична газета, яка виходить двома мовами (російською та українською), раніше переважно російською мовою у місті Дніпро з 1972 по теперішній час.

## Історія
Вважається, що перший номер газети «Дніпро Вечірній» вийшов 26 грудня 1933 року під назвою «Зірка. Вечірня газета» (рос. «Звезда. Вечерняя газета»). В ті часи місцевий інформаційний простір майже повністю монополізувала газета «Зоря», яка переважно орієнтувалася на новини та події області, а саме міської газети не існувало. На відміну від «Зорі», «Зірка» спеціалізувалася виключно на висвітленні життя та подій міста. Однак, у 1939 році її випуск було припинено.
Газета була відроджена у 1972 році, вже під назвою «Дніпро Вечірній». Перший номер вийшов українською мовою. Україномовною газета після цього залишалася ще близько року.
1976 року, у травні, вийшов спеціальний номер, присвячений 200-річчю Дніпропетровська — на крейдованому папері та з червоною фарбою в оформленні.
Періодом максимального розквіту Вечірки вважаються 80-ті роки, коли газета виходила 6 разів на тиждень, а її тираж складав понад 200 тисяч примірників.
8 вересня 1999 року побачив світ 10000-й номер «Дніпра вечірнього». Привітання всьому колективу «Вечірки» з цієї нагоди надіслали тодішній Прем'єр-міністр України Валерій Пустовойтенко, Голова Дніпропетровської ОДА Микола Швець, Голова обласної ради Едуард Дубінін, міський голова Іван Куліченко та інші офіційні особи.
У 2008 році виходила 4 рази на тиждень накладом 35–40 тисяч примірників.
Останні роки, через економічні причини газета виходить 1–2 рази на місяць, а передплата була закрита.